# Cryme Tyme
Palmarès
2 fois champion par équipe de l'Ohio Valley Wrestling 
Cryme Tyme est une ancienne équipe de catcheurs composé de JTG et de Shad Gaspard. Ils sont connus pour avoir travaillés à la World Wrestling Entertainment.
L'équipe se forme début 2006 à l'Ohio Valley Wrestling où les deux hommes remportent, à deux reprises, le championnat par équipe de cette fédération sous le nom de Shad Gaspard et The Neighborhoodie. Ils rejoignent par la suite la World Wrestling Entertainment (WWE) en septembre 2006, où ils changent de nom pour devenir Cryme Tyme. Toutefois, l'année suivante, ils sont tous deux renvoyés à la suite d'une altercation entre Shad Gaspard et Trevor Murdoch. Les deux hommes effectuent leur retour à la WWE en mars 2008. L'équipe se voit dissoute en avril 2010. 
À la suite du renvoi de Shad en septembre 2010 et de celui de JTG en juin 2014, le duo décide de se reformer et de concourir sur le circuit indépendant.

## Carrière

### Ohio Valley Wrestling (2006)
L'équipe est formée en 2006 lorsque l'équipe créative de l'Ohio Valley Wrestling (OVW) décide d'allier Shad Gaspard et The Neighborhoodie, tous deux sont originaires d'Harlem et sont sous contrat avec la World Wrestling Entertainment (WWE). Le 24 mai 2006 pour leur premier match ensemble, ils remportent le championnat par équipe de l'OVW après leur victoire face à Kasey James et Roadkill. Ils les perdront face à CM Punk et Seth Skyfire. La perte de ce titre coïncide avec leurs débuts à la WWE lors d'un match en lever de rideau de l'enregistrement de Heat le 7 août.
Le 21 juillet, ils remportent pour la deuxième fois le championnat par équipe de l'OVW à la suite de leur victoire face à KC et Kassidy James et perdent leur titre le lendemain dans un match revanche,.

### Cryme Tyme à Raw et renvoi (2006-2007)
Le 4 septembre lors de la diffusion de Raw une vidéo montre une nouvelle équipe  nommé Cryme Tyme (Shad Gaspard et The Neighborhoodie qui a changé de nom de ring pour celui de JTG) qui braquent un vendeur de jus de fruit. Le 16 octobre, Cryme Tyme fait ses débuts télévisés à la WWE à Raw en battant la Spirit Squad (Johnny et Mickey). 
À Cyber Sunday ils remportent un Texas Tornado Tag Team Four Way Match face à Charlie Haas et Viscera, Lance Cade et Trevor Murdoch et The Highlanders (Robbie et  Rory McAllister).
Le 13 août, ils perdent un match face à Lance Cade et Trevor Murdoch à Raw dans ce qui sera leur dernier match télévisé avant que la WWE décide de mettre fin aux contrats de JTG et de Shad Gaspard. Cette annonce début septembre fait suite à une altercation entre Shad et Trevor Murdoch lors d'un house show.

### Retour à la WWE (2008-2010)

#### Retour, diverses rivalités et dissolution de l'équipe (2008-2010)
JTG et Shad reviennent le 31 mars 2008, à Raw et battent Lance Cade et Trevor Murdoch. Leur retour a été annoncé au public lors de l'enregistrement de Heat ce soir là. 
Le 2 août à Saturday Night's Main Event, John Cena, Batista et eux perdent face à JBL, Cody Rhodes et Ted DiBiase.
Le 2 avril 2010, ils perdent contre John Morrison & R-Truth, après cette défaite, JTG et Shad se rejetteront la faute pour finalement conduire à une agression de Shad sur JTG sur qui il porte son STO causant la dissolution de l'équipe. 
Lors de Extreme Rules 2010, JTG bat Shad au cours d'un Strap Match.

### Circuit Indépendant (2014-2020)

#### Reformation des Cryme Tyme (2014-2020)
Le 15 novembre 2014 lors de JAPW 18th Anniversary Show, ils battent Damien Darling et Danny Demanto.
Le 4 novembre 2016 lors de AIW Double Dare 2016, JTG et Shad Gaspard perdent contre Brian Carson et Dr. Daniel C. Rockingham.
Le 15 novembre 2018 lors de Bar Wrestling 23, TestleMania, ils battent Peter Avalon & Ray Rosas.

## Palmarès
- Fighting Evolution Wrestling
  - 1 fois FEW Tag Team Championship

- Ohio Valley Wrestling
  - 2 fois OVW Southern Tag Team Championship

- Superstars of Wrestling Federation
  - 1 fois SWF Tag Team Championship

- World Wrestling Alliance
  - 1 fois WWA Tag Team Championship